# Chaoboridae
Chaoboridae là một họ muỗi vằn phân bố trên toàn thế giới. Chúng có quan hệ gần với Corethrellidae và Chironomidae.

## Hình ảnh

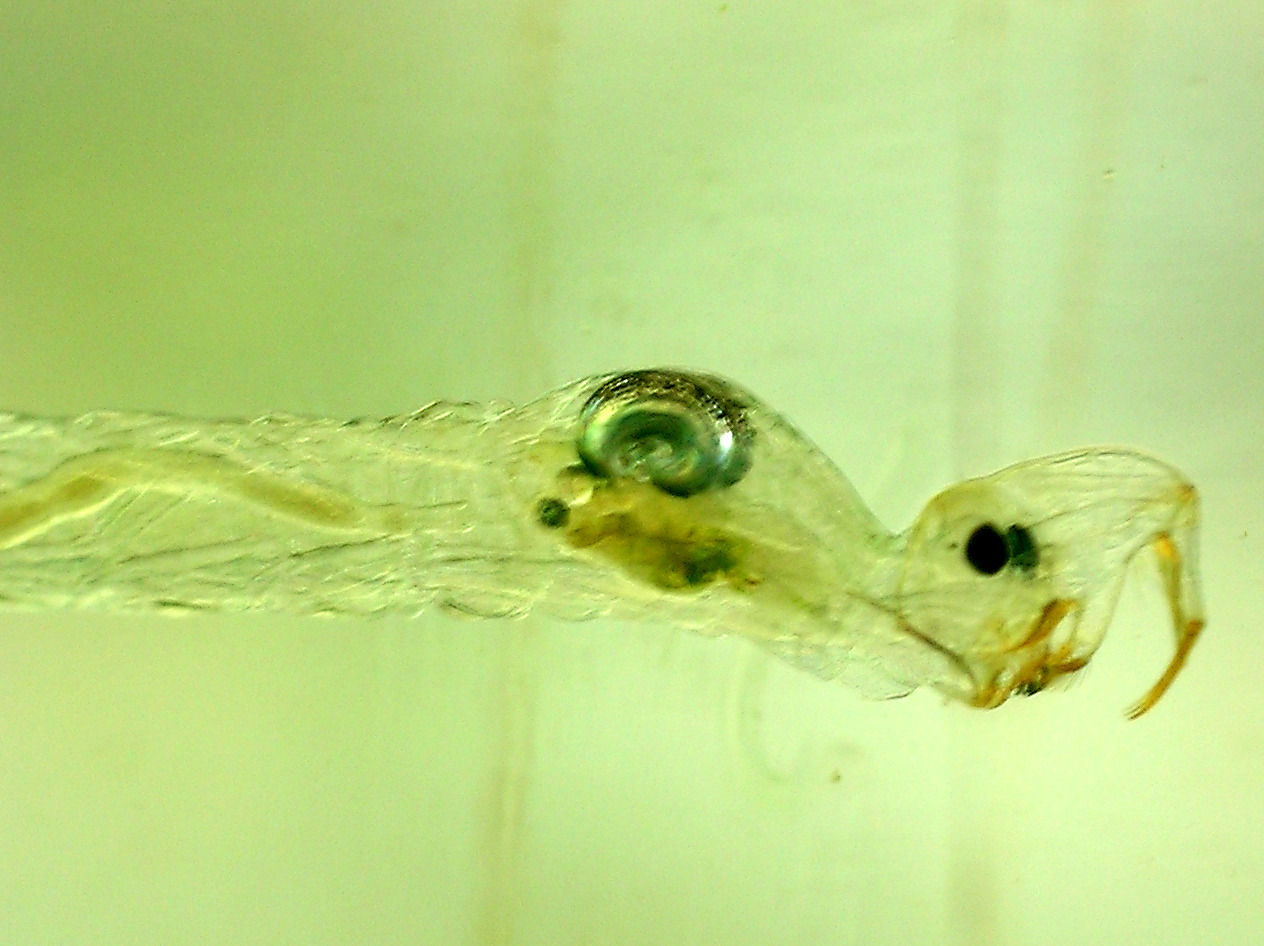